# (3360) Сиринга
(3360) Сиринга (др.-греч. σῦριγξ) — околоземный астероид из группы аполлонов, который предположительно входит в состав семейства Алинды и характеризуется очень вытянутой орбитой с большим эксцентриситетом, из-за чего в процессе движения вокруг Солнца он пересекает орбиты сразу трёх планет: Венеры, Земли и Марса. Он был открыт 4 ноября 1981 года американскими астрономами Элеанорой Хелин и Скоттом Данбэром в Паломарской обсерватории и назван в честь древнегреческого музыкального инструмента Сиринга.

Орбита астероида Сиринга и его положение в Солнечной системе
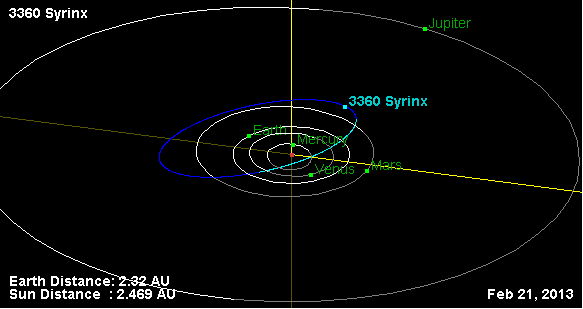
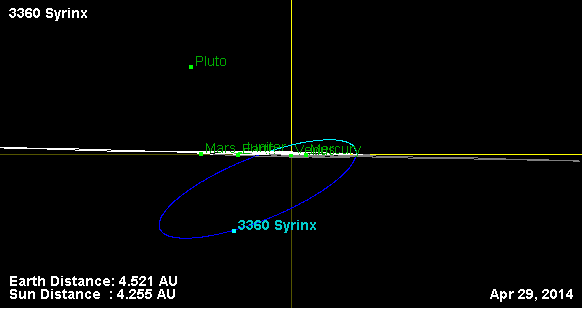
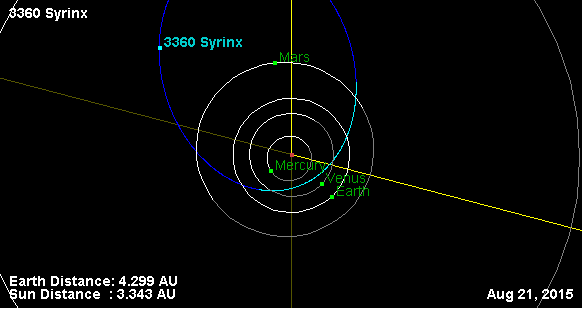

Данный астероид не опасен для Земли на нынешней своей орбите, поскольку даже во время самых тесных сближений с Землёй расстояние до него измеряется несколькими десятками миллионов километров. Так, ожидается, что в XXI веке он трижды сблизится с нашей планетой до дистанции менее 40 млн км: в 2039 году (33 млн км), в 2070 году (40 млн км) и в 2085 (24 млн км). Ближайшей пролёт состоялся 20 сентября 2012 года, когда астероид был в 62,721 млн км (0,4192 а. е.), достигнув яркости 17,0m видимой звёздной величины.
Какое-то время Сиринга была астероидом с наименьшим номером (3360) , не имевшим собственного имени, позднее (с ноября 2006 года) им стал астероид (3708) 1974 FV1.